# 나는 간호사 사람입니다
《나는 간호사, 사람입니다》는 2026년에 방송 예정인 SBS 드라마다.

## 기획 의도
환자들의 위중한 생명을 살려내기 위해, 누구보다 더 강해야 했지만, 여전히 사회적 약자로 남을 수 밖에 없는 냉혹한 현실 속에서, 끝까지 내 환자들만은 반드시 꼭 지켜내고 싶은 간호사들의 투철한 직업관을 연출한 논픽션 메디컬 드라마

## 제작진

### 연출
- 곽기원 : 전 KBS 드라마본부 선임 PD

### 극본
- 김현아 : 원작 에세이 《나는 간호사, 사람입니다》 집필

## 참고 사항
- 제작사의 박경수 대표는 "왜곡되어 비춰지는 간호사들이 아닌 대한민국의 간호사들의 리얼리티한 직업관을 제대로 연출하는 차별화된 이야기를 다루려 한다. 우리의 가족, 친구, 동료가 될 수 있는 간호사들의 이야기를 통해 특별한 울림과 감동을 전해 줄 수 있을 것 같다."는 제작 배경을 밝히면서, "간호사들을 바라보는 새로운 시선과 그들의 리얼리티한 현실을 드라마적 재미를 함께 담아낼 예정이니 많은 기대 부탁드린다."고 전했다.[1]
- KBS 드라마본부의 박기호 국장의 인터뷰에서, "로맨틱 코미디를 비롯한 수위 높은 장르극이 주류를 이뤘던 기존 상업적 트렌디 드라마와는 달리, 코로나19 팬데믹(대유행) 확산 문제로 3년여 동안 보류되었던 메디컬 드라마의 재건을 도모하기 위해, SBS가 야심차게 기획한 논픽션 메디컬 드라마이기 때문에, 간호사들의 인권 및 처우 개선 문제를 비롯한 젠더 폭력 문제가 사회적으로 가장 수면 위로 떠오르면서, 수 많은 시청자들의 심금을 울리기 위한 무거운 주제 의식을 갖춘 만큼, 국민 건강과 환자 안전을 위해, 동병상련의 정을 나누는 간호사들의 투철한 직업 의식을 현실성 있게 투영하여, 의사의 '치료' 만큼이나 환자의 삶 속으로 직접 피부로 느껴야 완성되는 간호사의 '돌봄'도 귀한다는 휴머니즘을 제대로 조화시킨 기대작이다"라고 덧붙였다.[2]
- KBS 드라마운영팀의 이정미 팀장의 인터뷰에서, "플로렌스 나이팅게일 탄생 200주년을 맞아, 세계 보건 기구(WHO)가 지정한 '2020 세계 간호사의 해'를 기념으로 하여, SBS가 야심차게 기획한 논픽션 메디컬 드라마이므로, 당초 2020년 방영작으로 가닥을 잡았다가, 코로나19 팬데믹(대유행) 확산 으로 인한 사회적 시국을 고려하여, 메디컬 드라마의 편성 기획을 한시적으로 보류한 바 있다"라고 설명했다.

## 같이 보기
- 대한민국의 텔레비전 드라마 목록 (ㄴ)